# تپه خارابالار شاه وردی کندی
تپه خارابالار شاه وردی کندی مربوط به هزاره اول قبل از میلاد است و در شهرستان مراغه، بخش سراجو، دهستان سراجوی شرقی، روستای شاه وردی کندی واقع شده و این اثر در تاریخ ۲۵ آبان ۱۳۸۷ با شمارهٔ ثبت ۲۳۶۲۹ به‌عنوان یکی از آثار ملی ایران به ثبت رسیده است.